# Айроле
Айроле (итал. Airole) — коммуна в Италии, располагается в регионе Лигурия, в провинции Империя на реке Ройя.
Население составляет 480 человек (2008 г.), плотность населения составляет 33 чел./км². Занимает площадь 15 км². Почтовый индекс — 18030. Телефонный код — 0184.
Покровителями коммуны почитаются святые апостолы Филипп и Иаков, празднование 11 мая.

## Демография
Динамика населения:

## Администрация коммуны
- Официальный сайт: http://www.comune.airole.im.it/